# Euophrys monadnock
Euophrys monadnock is een spinnensoort in de taxonomische indeling van de springspinnen (Salticidae).
Het dier behoort tot het geslacht Euophrys. De wetenschappelijke naam van de soort werd voor het eerst geldig gepubliceerd in 1891 door James Henry Emerton. Ze is vernoemd naar de vindplaats, Mount Monadnock in New Hampshire.